# Copiii partizanului
Copiii partizanului (titlul original: în rusă Дети партизана, transliterat: Deti partizana) este un film de aventuri sovietic (R.S.S. Belarusă), realizat în 1954 de regizorii Nikolai Figurovski și Lev Golub, protagoniști fiind actorii Vitali Komissarov și Natalia Zașcipina.
Este primul film în culori realizat în sudioul Belarusfilm.

## Distribuție
- Vitali Komissarov – Mihas Grecinîi
- Natalia Zașcipina – Olesia Grecinaia, sora sa
- Pavel Volkov – bunicul Iacub
- Pavel Molceanov – Sobolev
- Liubov Mozalevskaia – bunica Hanna
- Oleg Jakov – anchetatorul
- Pavel Șpringfeld – Gkușka
- Grigori Șpighel – spionul
- Vladimir Marenkov – geologul
- Ekaterina Savinova – Olga Vasilievna
- Vladimir Balașov – rol episodic
- Liudmila Timofeeva – rol episodic

## Lansare
A fost lansat în anul 1954 și a avut parte de mare succes comercial, fiind vizionat de 25,0 milioane de spectatori în cinematografele din Uniunea Sovietică.